# Bebe (альбом)
| Оценки критиков | Оценки критиков |
| Источник        | Оценка          |
| --------------- | --------------- |
| AllMusic        | [ 3 ]           |
| Daily Bruin     | [ 4 ]           |
| PopMatters      | 7/10            |
| Riff Magazine   | 8/10            |

Bebe — третий студийный альбом американской певицы Биби Рексы, вышедший 28 апреля 2023 года на лейбле Warner Records. Продюсером были Burns, Давид Гетта, Ido Zmishlany, Joe Janiak, Тимофей Резников. На альбоме дополнительно выступили Долли Партон и Снуп Догг. Рекса будет гастролировать по Северной Америке в поддержку альбома с мая 2023 года.

## Об альбоме
Рекса начала записывать альбом в декабре 2021 года, начав с «Seasons», первой песни, написанной для альбома, которая была вдохновлена песней Fleetwood Mac «Landslide». Rolling Stone описал звучание альбома как смесь «поп-музыки семидесятых, лиризма Стиви Никс и более привычного для Рекcы звучания дэнс-поп», а также как её «самый счастливый, самый высокий» альбом, поскольку Рекса часто курила марихуану во время записи альбома, и 20 апреля выпустила сингл «Satellite» со Снуп Доггом (отсылка на «4/20»).

## Отзывы
Нил З. Йенг из AllMusic оценил Bebe на 4 из 5 звёзд и считает, что «альбом производит более сильное впечатление, чем его предшественники, и имеет достаточно высоких моментов, чтобы ещё больше поддержать позицию Рексы как искусного автора поп-песен, способного выдавать хиты. С Bebe она ещё на один шаг приблизилась к полностью реализованному видению, которое может привлечь к ней внимание».
Джеффри Дэвис, рецензируя альбом для PopMatters, отметил, что его «весело слушать» и он «одновременно является кивком в сторону поп-музыки прошлых дней и спасательным плотом, наконец-то сигнализирующим, что Рикси не нужно продаваться, чтобы быть интересной», на котором «талант Рекши проявляется в полной мере».
Майк ДеВальд из Riff Magazine написал, что Рекса «повернула время вспять» на альбоме, «вливая звук и эстетику диско 70-х годов в поп 80-х и современное производство», и что она «берёт звуки прошлого и, вероятно, представляет их новой аудитории. Он также показывает, что Биби Рексе есть ещё что сказать».

### Итоговые годовые списки
| Публикация    | Список                      | Ранг | Ссылка |
| ------------- | --------------------------- | ---- | ------ |
| Rolling Stone | The 100 Best Albums of 2023 | 77   | [ 8 ]  |

## Список композиций
| №                   | Название                             | Автор(ы)                                                                                                 | Продюсеры                       | Длительность |
| ------------------- | ------------------------------------ | --- | ------------------------------- | ------------ |
| 1.                  | «Heart Wants What It Wants»          | Биби Рекса Bonnie McKee Sarah Solovay Liana Banks Jussi Karvinen Ido Zmishlany Ryan Williamson Ray Goren | Jussifer Zmishlany Rykeyz Goren | 3:02         |
| 2.                  | «Miracle Man»                        | Рекса McKee Solovay Jesse St. John Zmishlany                                                             | Zmishlany                       | 3:28         |
| 3.                  | «Satellite» (с Snoop Dogg)           | Рекса Calvin Broadus Kunfetti Sam DeRosa Maya K Joe Janiak                                               | Janiak                          | 3:28         |
| 4.                  | «When It Rains»                      | Рекса Cleo Tighe Chloe George Karvinen                                                                   | Jussifer Mitch Allan [p]        | 2:22         |
| 5.                  | «Call on Me»                         | Рекса Dave Gibson Janée Bennett Matthew Burns                                                            | Burns Daniel Cullen [v]         | 2:50         |
| 6.                  | «I'm Good (Blue)» (с Давидом Геттой) | Рекса Kamille Phil Plested Давид Гетта Gianfranco Randone Massimo Gabutti Maurizio Lobina                | Гетта Timofey Reznikov AHH [a]  | 2:55         |
| 7.                  | «Visions (Don't Go)»                 | Рекса Sean Douglas Casey Smith Tom Barnes Ben Kohn Pete Kelleher                                         | TMS Allan [v]                   | 3:18         |
| 8.                  | «I'm Not High, I'm in Love»          | Рекса Solovay St. John Zmishlany                                                                         | Zmishlany                       | 3:04         |
| 9.                  | «Blue Moon»                          | Рекса Kunfetti DeRosa Janiak                                                                             | Janiak                          | 3:13         |
| 10.                 | «Born Again»                         | Рекса Alex Bilowitz Michelle Buzz Karvinen Nick Monson                                                   | Jussifer Monson Alex Bilo       | 3:00         |
| 11.                 | «I Am»                               | Рекса Janiak Whitney Phillips Maya K Tim Pagnotta Brian Phillips                                         | Pagnotta Phillips               | 2:55         |
| 12.                 | «Seasons» (с Долли Партон)           | Рекса Solovay Zmishlany                                                                                  | Zmishlany                       | 3:23         |
| Общая длительность: | Общая длительность:                  | Общая длительность:                                                                                      | Общая длительность:             | 36:58        |

## Чарты
| Чарт (2023)                              | Высшая позиция |
| ---------------------------------------- | -------------- |
| Канада (Canadian Albums Chart)           | 36             |
| Франция (SNEP)                           | 94             |
| Япония Digital Albums (Oricon)           | 27             |
| Япония Hot Albums (Billboard Japan)      | 97             |
| Великобритания (UK Digital Albums Chart) | 23             |
| США (Billboard 200)                      | 132            |